# باول جي. بيرسون
باول جي. بيرسون (بالإنجليزية: Paul G. Pearson)‏ هو عالم حيوانات أمريكي، ولد في 5 ديسمبر 1926 في ليك وورث في الولايات المتحدة، وتوفي في 12 أغسطس 2000 في أوكسفورد في الولايات المتحدة.